# Eliniko
Eliniko (gr. Ελληνικό) – miasto w Grecji, w administracji zdecentralizowanej Attyka, w regionie Attyka, w jednostce regionalnej Ateny-Sektor Południowy, w gminie Eliniko-Arjirupoli. W 2011 roku liczyło 17 259 mieszkańców.
Położone w granicach Wielkich Aten. W mieście znajdowało się lotnisko międzynarodowe służące jako port lotniczy dla Aten. Jednakże w 2001 roku wybudowano nowe lotnisko w miejscowości Spata. Na miejscu starego w lotniska w Eliniko zbudowano kompleks oraz część wioski olimpijskiej służącej sportowcom występującym na Igrzyskach Olimpijskich w Atenach w 2004 roku. Wśród lokalnych mieszkańców wybuchły także kontrowersje dotyczące możliwości budowy stadionu dla zespołu Panathinaikosu. Większość terenów leśnych znajduje się wokół pobliskiej plaży, znajdują się tam również najmodniejsze kluby nocne w mieście.

## Zmiana populacji miasta[potrzebnyprzypis]
| Rok  | Populacja | Zmiana         | Gęstość     |
| ---- | --------- | -------------- | ----------- |
| 1981 | 11 498    | -              | 1 613,3/km² |
| 1991 | 13 517    | +2 019/+17,56% | 1 896,6/km² |
| 2001 | 16 740    | +3 223/+23,84% | 2 348,8/km² |